# Prise d'assaut du Parlement macédonien
 (juillet 2021).
La prise d'assaut du Parlement macédonien, également connu sous le nom de jeudi sanglant (en macédonien : Крвавиот четврток, Krvaviot četvrtok), est survenue le 27 avril 2017 lorsqu'environ 200 nationalistes macédoniens ont pris d'assaut le Parlement macédonien en réaction à l'élection de Talat Xhaferi, un albanais de souche, en tant que président de l'Assemblée de la république de Macédoine. Les violences ont été condamnées par l'Union européenne et l'OTAN, qui ont également salué l'élection de Xhaferi comme nouveau président du parlement.

## Contexte
Au cours des années précédant l'événement, la Macédoine avait été impliquée dans des troubles politiques, culminant avec des manifestations antigouvernementales de masse en 2015 (en) et 2016 (en). Ces manifestations ont été le résultat des allégations de corruption, qui sont la cause principale de la crise politique en Macédoine, contre le chef du parti VMRO-DPMNE Nikola Gruevski et ses partenaires de la coalition. Ils ont en outre été accusés d'avoir empêché la formation d'un nouveau gouvernement, à la suite des élections législatives de 2016, afin d'éviter de perdre le pouvoir et d'être poursuivis pour corruption. Il y avait eu des manifestations quotidiennes à travers le pays par les partisans de VMRO-DPMNE.
Le conflit avait également des connotations ethniques, car la raison pour laquelle aucun gouvernement de coalition n'avait été formé était due à la demande que l'albanais soit la deuxième langue officielle du gouvernement macédonien, et en raison des tentatives du chef de l'opposition Zoran Zaev de former un gouvernement de coalition avec des partis ethniques albanais. La Macédoine avait connu des violences ethniques massives au cours des années précédentes, en particulier en 2001 et 2012 (en).

## Incident
Environ 200 manifestants ont pris d'assaut le bâtiment du parlement après que Xhaferi a été élu président. Beaucoup étaient masqués et ont lancé des chaises et des coups de poing sur des journalistes et des députés, blessant le chef de la SDSM Zoran Zaev. Radmila Šekerinska, vice-présidente de la SDSM, a eu besoin de points de suture après avoir été traînée par les cheveux. La police a dû déployer des grenades assourdissantes pour disperser la foule.